# 56.ª edición de los Premios Grammy
La 56.ª edición de los Premios Grammy se celebró el 26 de enero del 2014 en el Staples Center de Los Ángeles, en reconocimiento a los logros discográficos alcanzados por los artistas musicales durante el año anterior. Las nominaciones se realizaron la noche del 6 de diciembre de 2013.
El dúo francés de música electrónica Daft Punk fue el gran triunfador obteniendo un total de cinco galardones, entre los que se encuentran el Grammy al disco del año por Random Access Memories, la grabación del año por su éxito internacional "Get Lucky", con la colaboración de Pharrell Williams y Nile Rodgers. Macklemore y Ryan Lewis ganaron cuatro galardones, incluyendo el premio al mejor artista novel. La cantautora neozelandesa Lorde fue ganadora del galardón por Canción del Año, siendo la artista más joven de la historia en ganarlo. 

## Actuaciones y presentadores

### Actuaciones
| Artistas                                                                                    | Canciones |
| ------------------------------------------------------------------------------------------- | --- |
| Beyoncé Jay-Z                                                                               | "Drunk in Love"                                                                                                 |
| Lorde                                                                                       | "Royals" |
| Hunter Hayes                                                                                | "Invisible" |
| Katy Perry Juicy J                                                                          | "Dark Horse" |
| Robin Thicke Chicago                                                                        | "Does Anybody Really Know What Time It Is?" Beginnings" Saturday in the Park" Blurred Lines"                    |
| Keith Urban Gary Clark, Jr.                                                                 | "Cop Car" |
| John Legend                                                                                 | "All of Me" |
| Taylor Swift                                                                                | "All Too Well"                                                                                                  |
| Pink Nate Ruess                                                                             | "Try" Just Give Me a Reason"                                                                                    |
| Ringo Starr                                                                                 | "Photograph" |
| Kendrick Lamar Imagine Dragons                                                              | "Radioactive" m.A.A.d city"                                                                                     |
| Kacey Musgraves                                                                             | "Follow Your Arrow"                                                                                             |
| Ringo Starr Paul McCartney                                                                  | "Queenie Eye"                                                                                                   |
| Merle Haggard Kris Kristofferson Willie Nelson Blake Shelton                                | "Okie from Muskogee"                                                                                            |
| Daft Punk Nile Rodgers Stevie Wonder Pharrell Williams                                      | "Get Lucky" Harder, Better, Faster, Stronger" Lose Yourself to Dance" Le Freak" Another Star" Around the World" |
| Sara Bareilles Carole King                                                                  | "Beautiful" "Brave"                                                                                             |
| Metallica Lang Lang                                                                         | "One" |
| Macklemore y Ryan Lewis Mary Lambert Madonna Queen Latifah Trombone Shorty & Orleans Avenue | "Same Love" Open Your Heart"                                                                                    |
| Billie Joe Armstrong Miranda Lambert                                                        | "When Will I Be Loved"                                                                                          |
| Nine Inch Nails Queens of the Stone Age Dave Grohl Lindsey Buckingham                       | "Copy of A" My God Is the Sun"                                                                                  |

### Presentadores
La siguiente lista de presentadores está organizada por orden alfabético:
- Marc Anthony
- Black Sabbath
- Zac Brown
- Gloria Estefan
- Jamie Foxx
- Ariana Grande
- Neil Patrick Harris
- Olivia Harrison
- Juanes
- Cyndi Lauper
- Jared Leto
- Bruno Mars
- Martina McBride
- Miguel
- Yoko Ono
- Smokey Robinson
- Ryan Seacrest
- Steven Tyler

## Ganadores y nominados

### Generales
Grabación del año
- «Get Lucky» — Daft Punk con Pharrell Williams & Nile Rodgers
- «Radioactive» — Imagine Dragons
- «Royals» — Lorde
- «Locked Out of Heaven» — Bruno Mars
- «Blurred Lines» — Robin Thicke con T.I. y Pharrell Williams

Álbum del año
- Random Access Memories — Daft Punk
- The Blessed Unrest — Sara Bareilles
- Good Kid, M.A.A.D. City — Kendrick Lamar
- The Heist — Macklemore y Ryan Lewis
- Red — Taylor Swift

Canción del año
- «Royals» — Lorde
- «Just Give Me a Reason» — Pink con Nate Ruess
- «Locked Out of Heaven» — Bruno Mars
- «Roar» — Katy Perry
- «Same Love» — Macklemore y Ryan Lewis

Mejor artista novel
- Macklemore y Ryan Lewis
- James Blake
- Kendrick Lamar
- Kacey Musgraves
- Ed Sheeran

### Alternativa
Mejor álbum de música alternativa
- Modern Vampires of the City — Vampire Weekend
- The Worse Things Get, The Harder I Fight, The Harder I Fight, The More I Love You — Neko Case
- Trouble Will Find Me — The National
- Hesitation Marks — Nine Inch Nails
- Lonerism — Tame Impala

### Clásica
Mejor interpretación orquestal
- Sibelius: Sinfonías n.º 1 & 4 — Osmo Vänskä (director), Minnesota Orchestra
- Atterberg: Orchestral Works Vol. 1 — Neeme Järvi (director) & Gothenburg Symphony Orchestra
- Lutoslawski: Sinfonía n.º 1 — Esa-Pekka Salonen (director) & Los Angeles Philharmonic
- Schumann: Sinfonía n.º 2; Overtures Manfred & Genoveva — Claudio Abbado (director) & Orchestra Mozart
- Stravinsky: Le Sacre du Printemps — Simon Rattle (director) & Berliner Philharmoniker

Mejor grabación de ópera
- Adès: The Tempest — Luisa Bricetti & Victoria Warivonchick (productores); Thomas Adès (director); Simon Keenlyside, Isabel Leonard, Audrey Luna, Alan Oke (solistas)
- Britten: The Rape of Lucretia — John Fraser (productor); Oliver Knussen (director); Ian Bostridge, Peter Coleman-Wright, Susan Gritton, Angelika Kirchschlager (solistas)
- Kleiberg: David and Bathsheba — Morten Lindberg (productor); Tõnu Kaljuste (director); Anna Eimarsson, Johannes Weisser (solistas)
- Vinci: Artaserse — Ulrich Russcher (productor); Diego Fasolis (director); Valer Barna-Sabadus, Daniel Behle, Max Emanuel Cenčić, Franco Fagioli, Philippe Jaroussky (solistas)
- Wagner: Der Ring des Nibelungen — Ohmar Eichinger (productor); Christian Thielemann (director); Katarina Dalayman, Albert Dohmen, Stephen Gould, Eric Halfvarson, Linda Watson (solistas)

Mejor interpretación coral
- Pärt: Adam's Lament — Tõnu Kaljuste (director); Tui Hirv & Rainer Vilu; Estonian Philharmonic Chamber Choir; Sinfonietta Riga & Tallinn Chamber Orchestra; Latvian Radio Choir & Vox Clamantis
- Berlioz: Grande Messe de Morts — Colin Davis (director); Barry Banks, London Symphony Orchestra & Chorus, London Philharmonic Choir
- Parry: Works for Chorus & Orchestra — Neeme Järvi (director), Adrian Partington (director de coro); Amanda Roocroft, BBC National Orchestra & Chorus of Wales
- Whitbourn: Annelies — James Jordan (director); Arianna Zukerman, Lincoln Trio & Westminster Williamson Voices
- Palestrina: Volume 3 — Harry Christophers (director); The Sixteen

Mejor interpretación de conjunto musical pequeño o música de cámara
- Roomful of Teeth — Brad Wells & Roomful of Teeth
- Beethoven: Violin Sonatas — Leonidas Kavakos & Enrico Pace
- Cage: The 10.000 Things — Vicki Ray, William Winant, Aron Kallay & Tom Peters
- Duo — Hélène Grimaud & Sol Gabetta
- Times Go By Turns — New York Polyphony

Mejor solista vocal clásico
- Winter Morning Walks — Dawn Upshaw (solista)
- Drama Queens — Joyce DiDonato (solista)
- Mission — Cecilia Bartoli (solista)
- Schubert: Winterreise — Christoph Prégardien (solista)
- Wagner — Jonas Kaufmann (solista)

Mejor solista instrumental clásico
- Corigliano: Conjurer. Concerto for Percussionist & String Orchestra — Evelyn Glennie (solista); David Alan Miller (director)
- Bartók, Eötvös & Ligeti — Patricia Kopatchinskaja (solista); Peter Eötvös (director)
- The Edge of Light — Gloria Cheng (solista)
- Lindberg: Concierto para piano n.º 2 — Yefim Bronfman (solista); Alan Gilbert (director)
- Salonen: Concierto para violín; Nyx — Leila Josefowicz (solista); Esa-Pekka Salonen (director)
- Schubert: Sonatas para piano D. 845 & D. 960 — Maria João Pires (solista)

Mejor compendio musical clásico
- Hindemith: Violinkonzert; Symphonic ; Konzertmusik — Christoph Eschenbach (director)
- Holmboe: Concerto — Dima Slobodeniouk (director), Preben Iwan (productor)
- Tabakova: String Paths — Maxim Rysanov (director), Manfred Eicher (productor)

Mejor composición clásica contemporánea
- Schneider: Winter Morning Walks — Maria Schneider (compositor)
- Lindberg: Concierto para piano n.º 2 — Morten Lindberg (compositor)
- Pärt: Adam's Lament — Arvo Pärt (compositor)
- Salonen: Concierto para violín — Esa-Pekka Salonen (compositor)
- Shaw: Partita for 8 Voices — Caroline Shaw (compositor)

### Composición y arreglos
Mejor composición instrumental
- «Pensamientos For Solo Alto Saxophone And Chamber Orchestra» — Clare Fischer (compositor); Clare Fischer Orchestra (intérpretes)
- «Bound Away» — Chuck Owen (compositor); Chuck Owen & The Surge Jazz (intérpretes)
- «California Pictures For String Quartet» — Gordon Goodwin (compositor); Quartet San Francisco (intérpretes)
- «Koko On The Boulevard» — Scott Healy (compositor); Scott Healy Ensemble (intérpretes)
- «String Quartet No. 1: Funky Diversions In Three Parts» — Vince Mendoza (compositor); Quartet San Francisco (intérpretes)

Mejor arreglo, instrumental o a capela
- «On Green Dolphin Street» — Gordon Goodwin (arreglista); Gordon Goodwin's Big Phat Band (intérpretes)
- «Invitatión» — Kim Richmond (arreglista); The Kim Richmond Concert Jazz Orchestra (intérpretes)
- «Side Hikes - A Ridge Away» — Chuck Owen (arreglista); Chuck Owen & The Surge Jazz (intérpretes)
- «Alondra» — Nan Schwartz (arreglista); Amy Dickson (intérprete)
- «Wild Beauty» — Gil Goldstein (arreglista); Brussels Jazz Orchestra con Joe Lovano (intérpretes)

Mejor arreglo instrumental con acompañamiento vocal
- «Swing Low» — Gil Goldstein (arreglista); Bobby McFerrin & Esperanza Spalding (intérpretes)
- «La vida nos espera» — Nan Schwartz (arreglista); Gian Marco (intérprete)
- «Let's Fall In Love» — Chris Walden (arreglista); Calabria Foti con Seth MacFarlane (intérpretes)
- «The Moon's A Harsh Mistress» — John Hollenbeck (arreglista); John Hollenbeck con Kate McGarry y Theo Bleckmann (intérpretes)
- «What A Wonderful World» — Shelly Berg (arreglista); Gloria Estefan (intérprete)

### Composición para medio visual
Mejor recopilación de banda sonora para medio visual
- Sound City: Real To Reel — Varios intérpretes
- Django Unchained — Varios intérpretes
- El gran Gatsby (Deluxe Edition) — Varios intérpretes
- Les Misérables (Deluxe Edition) — Varios intérpretes
- Muscle Shoals — Varios intérpretes

Mejor banda sonora para medio visual
- Skyfall — Thomas Newman (compositor)
- Argo — Alexandre Desplat (compositor)
- El gran Gatsby — Craig Armstrong (compositor)
- Life of Pi — Mychael Danna (compositor)
- Lincoln — John Williams (compositor)
- Zero Dark Thirty — Alexandre Desplat (compositor)

Mejor canción para medio visual
- «Skyfall» (de Skyfall) — Adele Adkins & Paul Epworth (compositores); Adele (intérprete)
- «Atlas» (de Los juegos del hambre: en llamas) — Guy Berryman, Jonny Buckland, Will Champion y Chris Martin (compositores); Coldplay (intérpretes)
- «Silver Lining (Crazy 'Bout You)» (de Silver Linings Playbook) — Diane Warren (compositors); Jessie J (intérprete)
- «We Both Know» — Colbie Caillat con Gavin DeGraw (compositores e intérpretes)
- «Young and Beautiful» (de El gran Gatbsy) — Lana Del Rey & Rick Nowels (compositores); Lana Del Rey (intérprete)
- «You've Got Time» (de Orange Is the New Black) — Regina Spektor (compositora e intérprete)

### Country
Mejor interpretación de country solista
- «Wagon Wheel» — Darius Rucker
- «I Drive Your Truck» — Lee Brice
- «I Want Crazy» — Hunter Hayes
- «Mama's Broken Heart» — Miranda Lambert
- «Mine Would Be You» — Blake Shelton

Mejor interpretación country, duo o grupo
- «From This Valley» — The Civil Wars
- «Don't Rush» — Kelly Clarkson con Vince Gill
- «Your Side of the Bed» — Little Big Town
- «Highway Don't Care» — Tim McGraw, Taylor Swift y Keith Urban
- «You Can't Make Old Friends» — Kenny Rogers con Dolly Parton

Mejor canción country
- «Merry Go 'Round» — Kacey Musgraves
- «Begin Again» — Taylor Swift
- «I Drive Your Truck» — Lee Brice
- «Mama's Broken Heart» — Miranda Lambert
- «Mine Would Be You» — Blake Shelton

Mejor álbum de música country
- Same Trailer Different Park — Kacey Musgraves
- Night Train — Jason Aldean
- Two Lanes of Freedom — Tim McGraw
- Based on a True Story... — Blake Shelton
- Red — Taylor Swift

### Dance / electrónica
Mejor grabación dance
- «Clarity» — Zedd con Foxes
- «Need U (100%)» — Duke Dumont con A*M*E y MNEK
- «Sweet Nothing» — Calvin Harris con Florence Welch
- «Atmosphere» — Kaskade
- «This Is What It Feels Like» — Armin Van Buuren con Trevor Guthrie

Mejor álbum de dance/electrónica
- Random Access Memories — Daft Punk
- Settle — Disclosure
- 18 Months — Calvin Harris
- Atmosphere — Kaskade
- A Color Map of the Sun — Pretty Lights

### Espectáculo musical
Mejor álbum de espectáculo musical
- Kinky Boots — Billy Porter y Stark Sands (intérpretes); Sammy James, Jr., Cyndi Lauper, Stephen Oremus y William Wittman (producción); Cyndi Lauper (compositora/letrista)
- Matilda the Musical — Sophia Gennusa, Oona Laurence, Bailey Ryon, Miley Shapiro y Lauren Ward (intérpretes); Michael Croiter, Van Dean y Chris Nightingale (producción); Tim Minchin (compositor/letrista)
- Motown: The Musical — Brandon Victor Dixon y Valisia Lakae (intérpretes); Frank Filipetti y Ethan Popp (producción); Robert Bateman, Al Cleveland, Georgia Dobbins, Lamont Dozier, William Garrett, Marvin Gaye, Berry Gordy, Freddie Gorman, Cornelius Grant, Brian Holland, Ivy Jo Hunter, Michael Lovesmith, Alphonzo Mizell, Freddie Perren, Deke Richards, William Stevenson, Norman Whitfield y Stevie Wonder (compositores); Nickolas Ashford, Marvin Gaye, Berry Gordy, Lula Mae Hardaway, Eddie Holland, Michael Lovesmith, Deke Richards, Smokey Robinson, Barrett Strong, Ronald White, Stevie Wonder y Syreeta Wright (letristas)

### Gospel
Mejor interpretación de música gospel/cristiana contemporánea
- «Break Every Chain» — Tasha Cobbs
- «Hurricane» — Natalie Grant
- «Lord, I Need You» — Matt Maher
- «Overcomer» — Mandisa
- «If He Did It Before... Same God» — Tye Tribbett

Mejor canción gospel
- «If He Did It Before... Same God» — Tye Tribbett
- «Deitrick Haddon» — Deitrick Haddon
- «If I Believe» — Charlie Wilson
- «A Little More Jesus» — Erica Campbell
- «Still» — Percy Bady con Lowell Pye

Mejor canción de música cristiana contemporánea
- «Overcomer» — Mandisa
- «Hurricane» — Natalie Grant
- «Love Take Me Over» — Steven Curtis Chapman
- «Speak Life» — Tobymac
- «Whom Shall I Fear (God of Angel Armies)» — Chris Tomlin

Mejor álbum gospel
- Greater Than (Live) — Tye Tribbett
- Grace (Live) — Tasha Cobbs
- Best For Last: 20 Year Celebration Vol. 1 (Live) — Donald Lawrence
- Best Days Yet — Paul S. Morton
- God Chaser (Live) — William Murphy

Mejor álbum de música cristiana contemporánea
- Overcomer — Mandisa
- We Won't Be Shaken — Building 429
- All the People Said Amen — Matt Maher
- Your Grace Finds Me — Matt Redman
- Burning Lights — Chris Tomlin

### Hablado
Mejor álbum hablado
- America Again: Re-becoming The Greatness We Never Weren't — Stephen Colbert
- Carrie and Me — Carol Burnett
- Let's Explore Diabetes with Owls — David Sedaris
- Still Foolin' 'Em — Billy Crystal
- The Storm King — Pete Seeger

Mejor álbum de comedia
- Calm Down Gurrl — Kathy Griffin
- I'm Here to Help — Craig Ferguson
- A Little Unprofessional — Ron White
- Live — Tig Notaro
- That's What I'm Talkin' About — Bob Saget

### Histórico
Mejor álbum histórico
- Charlie Is My Darling, Ireland 1965 — Teri Landi, Andrew Loog Oldham y Steve Rosenthal (productores); Bob Ludwig (masterización); The Rolling Stones (intérpretes)
- The Complete Sussex And Columbia Albums — Leo Sacks (productor); Joseph M. Palmaccio y Tom Ruff & Mark Wilder (masterización); Bill Withers (intérprete)
- Call It Art 1964-1965 — Joe Lizzi & Ben Young (productores); Steve Fallone, Joe Lizzi y Ben Young (masterización); New York Art Quartet (intérpretes)
- Pictures Of Sound: One Thousand Years Of Educed Audio: 980-1980 — Patrick Feaster y Steven Lanza Ledbetter (productores); Michael Graves (masterización); Varios intérpretes
- Wagner: Der Ring Des Nibelungen (Deluxe Edition) — Philip Siney (productor); Ben Turner (masterización); Sir Georg Solti (intérprete)

### Infantil
Mejor álbum para niños
- Throw A Penny In The Wishing Well — Jennifer Gasoi
- Blue Clouds — Elizabeth Mitchell y You Are My Flower
- The Mighty Sky — Beth Nielsen Chapman
- Recess — Justin Roberts
- Singing Our Way Through: Songs For The World's Bravest Kids — Alastair Moock

### Jazz
Mejor solista de jazz improvisado
- «Orbits» — Wayne Shorter
- «Don't Run» — Terence Blanchard
- «Song For Maura» — Paquito D'Rivera
- «Song Without Words #4: Duet» — Fred Hersch
- «Stadium Jazz» — Donny McCaslin

Mejor álbum de jazz, conjunto grande
- Night In Calisia — Randy Brecker, Włodek Pawlik Trio y Kalisz Philharmonic
- Brooklyn Babylon — Darcy James Argue's Secret Society
- Wild Beauty — Brussels Jazz Orchestra con Joe Lovano
- March Sublime — Alan Ferber
- Intrada — Dave Slonaker Big Band

Mejor álbum de jazz vocal
- Liquid Spirit — Gregory Porter
- The World According To Andy Bey — Andy Bey
- Attachments — Lorraine Feather
- WomanChild — Cécile McLorin Salvant
- After Blue — Tierney Sutton

Mejor álbum de jazz instrumental
- Money Jungle: Provocative In Blue — Terri Lyne Carrington
- Guided Tour — The New Gary Burton Quartet
- Life Forum — Gerald Clayton
- Pushing the World Away — Kenny Garrett
- Out Here — Christian McBride Trio

Mejor álbum de jazz latino
- Song For Maura — Paquito D'Rivera y Trio Corrente
- La noche más larga — Buika
- Yo — Roberto Fonseca
- Egg_n — Omar Sosa
- Latin Jazz-Jazz Latin — Wayne Wallace Latin Jazz Quintet

### Latina
Mejor álbum de pop latino
- Vida — Draco Rosa
- Faith, Hope y Amor — Frankie J
- Viajero frecuente — Ricardo Montaner
- Syntek — Aleks Syntek
- 12 historias — Tommy Torres

Mejor álbum rock, urbano o alternativo latino
- Treinta días — La Santa Cecilia
- El objeto antes llamado disco — Café Tacuba
- Ojo por ojo — El Tri
- Chances — Illya Kuryaki and the Valderramas
- Repeat After Me — Los Amigos Invisibles

Mejor álbum de música regional mexicana (incluyendo tejano)
- A mi manera — Mariachi Divas De Cindy Shea
- El Free — Banda Los Recoditos
- En peligro de extinción — Intocable
- Romeo y su nieta — Paquita la del Barrio
- 13 Celebrando El 13 — Joan Sebastian

Mejor álbum latino tropical
- Pacific Mambo Orchestra — Pacific Mambo Orchestra
- 3.0 — Marc Anthony
- Como te voy a olvidar — Los Ángeles Azules
- Sergio George Presents Salsa Giants — Varios intérpretes
- Corazón profundo — Carlos Vives

### New age
Mejor álbum de new age
- Love's River — Laura Sullivan
- Lux — Brian Eno
- Illumination — Peter Kater
- Final Call — Kitaro
- Awakening The Fire — R. Carlos Nakai y Will Clipman